# Quercus sterretii
Quercus sterretii är en bokväxtart som beskrevs av William Trelease. Quercus sterretii ingår i släktet ekar, och familjen bokväxter.
Artens utbredningsområde är Arkansas. Inga underarter finns listade i Catalogue of Life.